# Thomas Jung (Journalist)

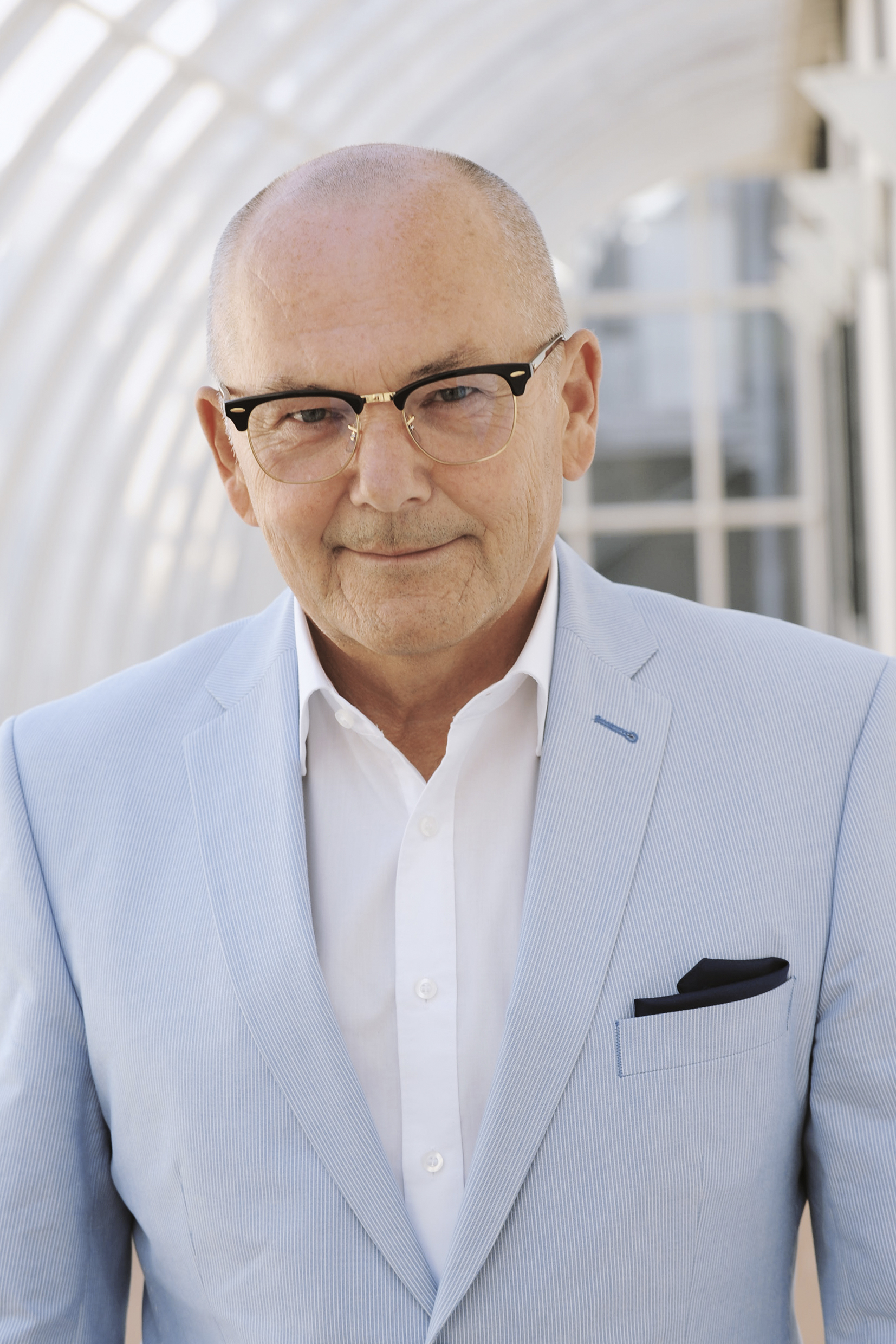
Thomas Jung (2015)

Thomas Jung (* 23. April 1961 in Speyer) ist ein deutscher Journalist und beim Südwestrundfunk (SWR) Programmchef der „PopUnit“ SWR3.

## Ausbildung und beruflicher Werdegang
Thomas Jung studierte von 1980 bis 1986 Politische Wissenschaften und Germanistik an der Ruprecht-Karls-Universität in Heidelberg. Dieses Studium schloss er im August 1986 mit dem  Magister Artium ab. Von 1986 bis 1987 absolvierte er ein bimediales Volontariat beim Südwestfunk (SWF) in Baden-Baden. Von 1988 bis März 1993 war Thomas Jung politischer Korrespondent in Bonn, von April 1993 bis August 1998 arbeitete er als Hörfunk-Korrespondent für den SWF und andere ARD-Anstalten in Frankreich. Von September 1998 bis April 2003 war Thomas Jung SWR3-Chefreporter in Baden-Baden, von Mai 2003 bis 2012 Programm-Manager und stellvertretender Programmchef von SWR3, von 2006 bis 2012 zusätzlich Prokurist der SWR Media Services, Geschäftszweig SWR3 Club.
Seit Januar 2013 ist Thomas Jung Hauptabteilungsleiter der SWR3-PopUnit und SWR3-Programmchef. Von Januar 2012 bis Dezember 2014 war er außerdem im „Entwicklungslabor Junge Formate“ SWR/EinsPlus. Seit Herbst 2016 verantwortet er auch die Zulieferredaktion des SWR für das Onlineangebot funk. 
Seit 2009 ist Thomas Jung Dozent im Fachbereich Musikbusiness und für den SWR im Aufsichtsrat der Popakademie Baden-Württemberg in Mannheim. 1993 wurde er mit dem Kurt-Magnus-Journalistenpreis ausgezeichnet.